# 圣克鲁斯德尔瓦列乌尔维翁
圣克鲁斯德尔瓦列乌尔维翁，是西班牙卡斯蒂利亚-莱昂布尔戈斯省的一个市镇。总面积34平方公里，总人口114人（2004年），人口密度3人/平方公里。